# Amphiura mediterranea
Amphiura mediterranea is een slangster uit de familie Amphiuridae.
De wetenschappelijke naam van de soort werd in 1882 gepubliceerd door Theodore Lyman.